# Portrait d'un homme (Le Greco)
Le Portrait d’un homme a connu la célébrité comme autoportrait présumé du peintre le Greco. Il s’agit d’une huile sur toile réalisée entre 1590 et 1600. Le Greco avait à cette époque entre cinquante et soixante ans, ce qui correspond à l’âge du modèle.

## Historique de l’œuvre
Avant 1892, ce tableau faisait partie de la collection du marquis de Heredia. À cette date, il est acquis par le peintre espagnol Aureliano de Beruete. En 1924, il devient la propriété du Metropolitan Museum of Art de New York.

## Description
Le modèle est un homme âgé vraisemblablement de cinquante à soixante ans, portant un vêtement de fourrure et, autour du cou, une fraise, selon la mode masculine de la fin du XVIe siècle. Le visage est traité avec réalisme : rides, barbe un peu hirsute, dissymétrie. L’expressivité est exceptionnelle, essentiellement par la mélancolie interrogative que le peintre a su imprimer au regard.

## Altérations diverses
Il est apparu que la toile a été coupée sur tous les côtés. Une signature qui figurait sur le tableau a été considérée comme fausse et enlevée en 1947. Une bande de toile, qui avait été ajoutée dans le bas du tableau, a été repliée vers l’arrière en 1974.

## Autoportrait du Greco?
Ce tableau a longtemps été considéré comme un autoportrait du Greco. C’est ainsi que le voyait Aureliano de Beruete lorsqu’il se trouvait à Madrid dans sa collection. Mais l’identification du modèle reposait uniquement sur des ressemblances iconographiques. Comme il était courant au XVIe siècle, le Greco avait sans doute placé sa propre physionomie au milieu de groupes de personnages figurant dans diverses compositions, par exemple dans L'Enterrement du comte d'Orgaz. En comparant ces divers autoportraits présumés, l’hypothèse d’un autoportrait avait été estimée plausible pour ce Portrait d’un homme.
Plus récemment, José Alvarez Lopera a émis l’hypothèse que le modèle pourrait être Manusso Theotokopoulos, le frère du Greco.